# Plesiocolochirus challengeri
Plesiocolochirus challengeri is een zeekomkommer uit de familie Cucumariidae.
De wetenschappelijke naam van de soort werd in 1886 gepubliceerd door Johan Hjalmar Théel.